# 茅戎
茅戎，先秦戎人的一支，先秦戎狄人群是由先秦華夏人群分裂出的一支，與匈奴、鲜卑等游牧民族不存在關係。茅戎在周朝初年活动于今山西省平陆县西南一带，一说分布于在河南省修武县、济源市西一带。亦称贸戎。
秦穆公元年，伐茅戎（茅津），获勝。秦穆公伐晋国，从茅津渡黄河，封崤山之尸而还。周定王十七年（前590年），晋景公派遣瑕嘉调解周天子和戎人的冲突，单襄公到晋国拜谢调解成功。刘康公打算乘此进攻戎人。叔服说：“背弃盟约又欺骗大国，一定失败。背弃盟约不祥，欺骗大国不义，神明、百姓都不会帮助，如何胜利？”刘康公没有听从。周朝王师背盟来击茅戎，三月十九日，反为茅戎击败于徐吾氏。或说茅戎即髳。以后茅戎渐與周边族群融合。